# Juan de Saavedra
Juan de Saavedra  (n. Valparaíso de Arriba, Cuenca, Espanha - m. 21 de Maio de 1554), Chuquinga, Peru) era presidente da Audiência de Lima, Peru, em fevereiro de 1554, quando o vice-rei Diego López de Zúñiga morreu ou foi assassinado. Saavedra serviu brevemente como vice-rei interino (20 de fevereiro de 1554 - 2 de setembro de 1554) até que Lope García de Castro o substituiu como presidente da Audiência e mais tarde vice-rei interino do Peru, ainda em 1564. O nome de Juan de Saavedra aparece em algumas listas de vice-reis do Peru, mas não em todas. Algumas fontes mencionam um outro conquistador chamado também de Juan de Saavedra, fundador da cidade de Valparaíso, Chile, porém não se sabe se era o mesmo homem ou são pessoas diferentes.